# Crumptonia
Crumptonia es una comunidad no incorporada en el condado de Dallas, Alabama, Estados Unidos. Lleva el nombre de una casa de plantación local del mismo nombre, construida en 1855 por Claudius M. Cochran y luego propiedad de la familia Crumpton.